# Mercury Montego (2004)
Mercury Montego – samochód osobowy klasy wyższej produkowany pod amerykańską marką Mercury w latach 2004 – 2007.

## Historia i opis modelu

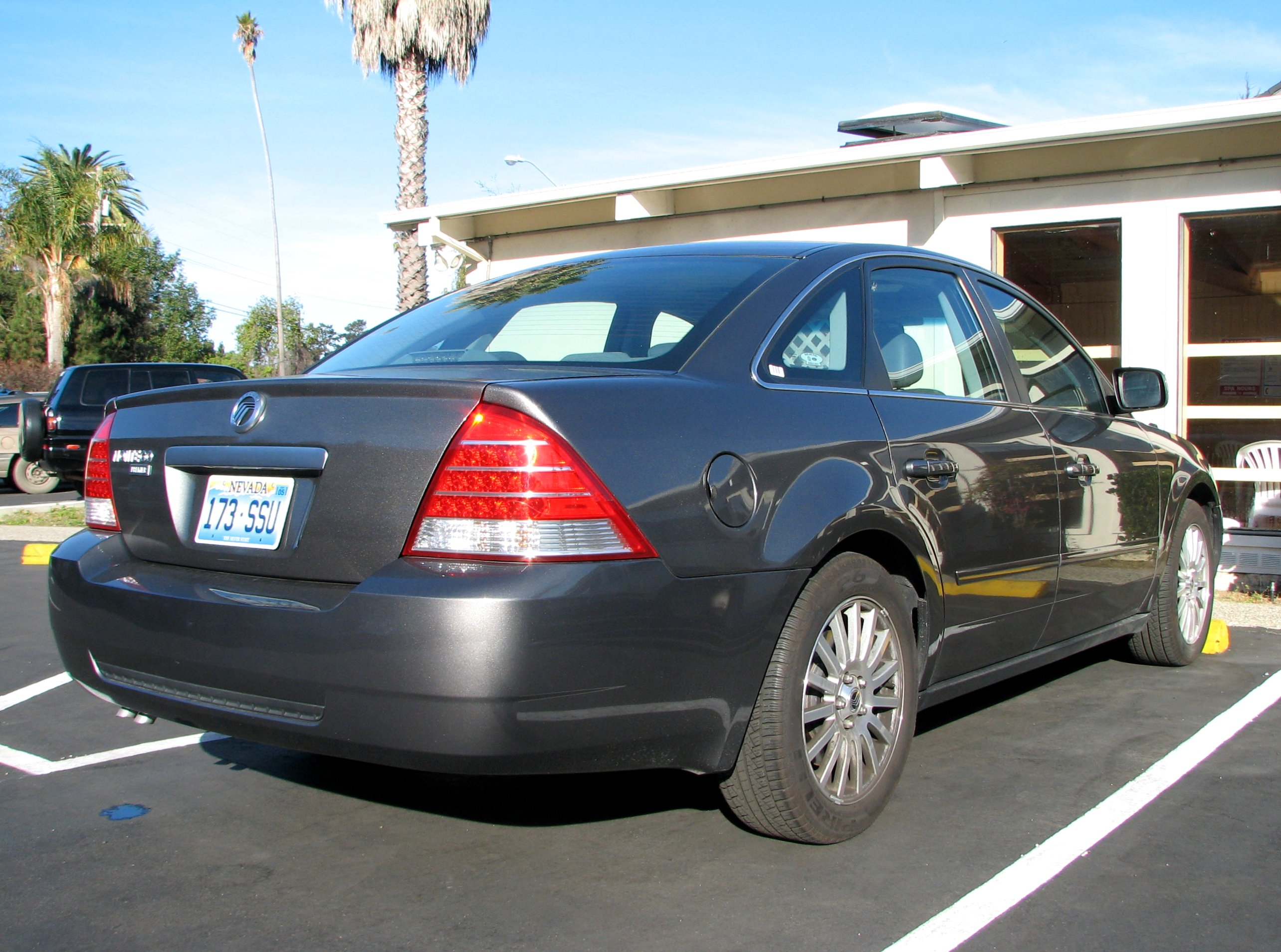
Mercury Montego - tył

Samochód trafił na rynek w 2004 roku jako następca czwartej generacji Mercury Sable. Do napędu użyto silnika V6 3.0 o mocy 205 KM i momencie obrotowym 281 Nm. Moc przenoszona była na oś przednią poprzez 6-biegową automatyczną skrzynię biegów. Oprócz tego dostępna była także wersja z napędem AWD, używała ona przekładni CVT. 

### Koniec produkcji
W 2007 roku razem z bliźniaczą konstrukcją Forda, przeprowadzono gruntowną modernizację Montego, w ramach której zmieniono wygląd pasa przedniego i tylnej części nadwozia. Przy okazji modernizacji, samochód powrócił do nazwy Sable, stając się jego piątą generacją.

### Silnik
- V6 3.0l Duratec

### Dane techniczne
- V6 3,0 l (2967 cm³), 4 zawory na cylinder, DOHC
- Układ zasilania: wtrysk
- Średnica cylindra × skok tłoka: 89,00 mm × 79,50 mm
- Stopień sprężania: 10,0:1
- Moc maksymalna: 203 KM (149 kW) przy 5650 obr./min
- Maksymalny moment obrotowy: 271 Nm przy 4500 obr./min